# 相馬宏美
相馬 宏美（そうま ひろみ、1960年12月19日 - ）は、日本のフリーアナウンサー。東京都出身。

## 出演

### テレビ番組
- パネルクイズ アタック25（1993年10月3日～1999年3月28日、朝日放送）
- ビッグモーニング (TBS)
- モーニングEye (TBS)
- 千葉テレビカラオケ大賞（千葉テレビ）
- 日野ミッドナイトグラフィティ 走れ!歌謡曲（文化放送）

### ゲーム
- パネルクイズ アタック25（1997年12月18日、PlayStation用ソフト・富士通パソコンステムズ）